# Lista de países por ponto mais a norte
A lista seguinte contém os 193 países cuja independência é geralmente reconhecida. Também inclui o Kosovo e Taiwan, regiões funcionalmente independentes, mas cuja independência não é consensual, bem como a Palestina e o Saara Ocidental. Qualquer área de desacordo entre os países também é mostrada. Para a classificação, apenas os 193 países listados são tidos em conta.
Só as partes terrestres são tidos em conta. Quaisquer águas interiores, mares territoriais ou zonas económicas exclusivas não são considerados.
Quando os países contiverem territórios com estatuto especial ou muito distantes (territórios ultramarinos, por exemplo), eles surgem no ranking, além do ponto mais setentrional de cada um desses países, não considerando essas áreas.
As reivindicações territoriais sobre a Antártida não são tidas em conta.

## Lista
| Ordem                                | País ou território                                               | Local                                                                                             | Coordenadas           |
| ------------------------------------ | ---------------------------------------------------------------- | ------------------------------------------------------------------------------------------------- | --------------------- |
| 1                                    | Gronelândia (território autónomo da Dinamarca)                   | Ilha Kaffeklubben                                                                                 | 83° 40′ N, 31° 37′ O  |
| 2                                    | Canadá                                                           | Cabo Columbia, Ilha Ellesmere, Nunavut                                                            | 83° 07′ N, 69° 57′ O  |
| 3                                    | Rússia (e Europa geográfica)                                     | Cabo Fligely, Ilha Rudolfo, Terra de Francisco José, oblast de Arkhangelsk                        | 81° 51′ N, 59° 14′ L  |
| 4                                    | Noruega                                                          | Rossøya, Svalbard                                                                                 | 80° 50′ N, 20° 21′ L  |
|                                      | Continente asiático                                              | Cabo Chelyuskin, Krai de Krasnoiarsk                                                              | 77° 44′ N, 104° 15′ L |
|                                      | Continente americano                                             | Promontório Murchison, Península de Boothia, Nunavut, Canadá                                      | 72° 00′ N, 94° 33′ O  |
| 5                                    | Estados Unidos                                                   | Point Barrow, Alasca                                                                              | 71° 23′ N, 156° 29′ O |
|                                      | Continente europeu                                               | Cabo Nordkinn, Noruega                                                                            | 71° 08′ N, 27° 39′ L  |
| 6                                    | Finlândia (e União Europeia)                                     | Nuorgam, Utsjoki, Lapónia, fronteira com a Noruega                                                | 70° 05′ N, 27° 58′ L  |
| 7                                    | Suécia                                                           | Treriksröset, Quiruna, Lapónia, tríplice fronteira Finlândia-Noruega-Suécia                       | 69° 04′ N, 20° 33′ L  |
| 8                                    | Islândia                                                         | Kolbeinsey                                                                                        | 67° 08′ N, 18° 41′ O  |
| Círculo Polar Ártico - 66°33'39"N    |                                                                  |                                                                                                   |                       |
|                                      | Ilhas Feroé                                                      | Cabo Enniberg, Viðoy                                                                              | 62° 23′ N, 6° 34′ O   |
| 9                                    | Reino Unido                                                      | Out Stack, Shetland                                                                               | 60° 52′ N, 0° 52′ O   |
|                                      | Ilhas Åland                                                      |                                                                                                   | 60° 36′ N, 20° 41′ L  |
| 10                                   | Estónia                                                          | Vaindloo                                                                                          | 59° 49′ N, 26° 22′ L  |
| 11                                   | Letônia                                                          | Distrito de Valmiera, fronteira com a Estónia                                                     | 58° 05′ N, 25° 12′ L  |
|                                      | Dinamarca                                                        | Grenen, Skagen, Jutlândia do Norte                                                                | 57° 45′ N, 10° 37′ L  |
| 12                                   | Lituânia                                                         | Distrito de Biržai, Panevežys, fronteira com a Letónia                                            | 56° 27′ N, 24° 53′ L  |
| 13                                   | Bielorrússia                                                     | Voblast de Viciebsk, fronteira com a Lituânia                                                     | 56° 10′ N, 28° 08′ L  |
| 14                                   | Irlanda                                                          | Ilha Inishtrahull, condado de Donegal                                                             | 55° 27′ N, 7° 14′ O   |
| 15                                   | Cazaquistão                                                      | Cazaquistão do Norte, fronteira com a Rússia                                                      | 55° 26′ N, 68° 58′ L  |
| 16                                   | Alemanha                                                         | List, Sylt, Schleswig-Holstein                                                                    | 55° 03′ N, 8° 25′ L   |
| 17                                   | Polónia                                                          | Rozewie, Władysławowo, Pomerânia                                                                  | 54° 50′ N, 18° 18′ L  |
| 18                                   | Países Baixos                                                    | Rottumerplaat, Groninga                                                                           | 53° 33′ N, 6° 29′ L   |
| 19                                   | China                                                            | Heilongjiang, fronteira com a Rússia                                                              | 53° 33′ N, 123° 16′ L |
| 20                                   | Ucrânia                                                          | Óblast de Tchernihiv, fronteira com a Rússia                                                      | 52° 23′ N, 33° 10′ L  |
| 21                                   | Mongólia                                                         | Tsagaannuur, província de Hövsgöl, fronteira com a Rússia                                         | 52° 09′ N, 98° 55′ L  |
| 22                                   | Bélgica                                                          | Meersel-Dreef, Hoogstraten, Antuérpia, fronteira com os Países Baixos                             | 51° 30′ N, 4° 46′ L   |
| 23                                   | França                                                           | Bray-Dunes, Nord                                                                                  | 51° 05′ N, 2° 33′ L   |
| 24                                   | Chéquia                                                          | Severní, Ústí nad Labem, fronteira com a Alemanha                                                 | 51° 03′ N, 14° 19′ L  |
| 25                                   | Luxemburgo                                                       | Huldange, Troisvierges, Clervaux, fronteira com a Bélgica                                         | 50° 11′ N, 6° 01′ L   |
| 26                                   | Eslováquia                                                       | Mont Beskydok, Oravská Polhora, Námestovo, Žilina, fronteira com a Polónia                        | 49° 37′ N, 19° 28′ L  |
|                                      | Estados Unidos Continentais (os Lower 48)                        | Northwest Angle, Minnesota                                                                        | 49° 24′ N, 95° 09′ O  |
| 27                                   | Áustria                                                          | Haugschlag, Baixa Áustria, fronteira com a República Checa                                        |                       |
| 28                                   | Hungria                                                          | Borsod-Abaúj-Zemplén, fronteira com a Eslováquia                                                  | 49° 01′ N, 15° 01′ L  |
| 29                                   | Moldávia                                                         | Ocnita, fronteira com a Ucrânia                                                                   | 48° 29′ N, 27° 35′ L  |
| 30                                   | Roménia                                                          | Horodistea, Paltinis, Botosani, fronteira com a Moldávia                                          | 48° 16′ N, 26° 42′ L  |
| 31                                   | Suíça                                                            | Bargen, cantão de Schaffhausen                                                                    | 47° 48′ N, 8° 34′ L   |
| 32                                   | Liechtenstein                                                    | Ruggell, junção da fronteira com a Áustria com a fronteira com a Suíça                            | 47° 16′ N, 9° 32′ L   |
| 33                                   | Itália                                                           | Trentino-Alto Ádige, fronteira com a Áustria                                                      | 47° 06′ N, 12° 11′ L  |
| 34                                   | Eslovênia                                                        | Budinci, Šalovci, fronteira com a Hungria                                                         | 46° 53′ N, 16° 14′ L  |
| 35                                   | Croácia                                                          | Žabnik, Sveti Martin na Muri, Međimurje, fronteira com a Eslovénia                                | 46° 33′ N, 16° 22′ L  |
| 36                                   | Sérvia                                                           | Subotica, fronteira com a Hungria                                                                 | 46° 11′ N, 19° 40′ L  |
| 37                                   | Uzbequistão                                                      | Karakalpakistan, fronteira com o Uzbequistão                                                      | 45° 36′ N, 58° 39′ L  |
|                                      | Japão (reivindicado)                                             | Cabo Koritskiy, Iturup, administrado pela Rússia                                                  | 45° 33′ N, 148° 45′ L |
| 38                                   | Japão (administrado)                                             | Bentenjima, Hokkaido                                                                              | 45° 32′ N, 141° 55′ L |
| 39                                   | Bósnia e Herzegovina                                             | Bosanska Dubica, fronteira com a Croácia                                                          | 45° 17′ N, 16° 56′ L  |
| 40                                   | Bulgária                                                         | Foz do Rio Timok, Vidin, tríplice fronteira Bulgária-Roménia-Sérvia                               | 44° 13′ N, 22° 40′ L  |
| 41                                   | San Marino                                                       | Falciano, Serravalle, fronteira com a Itália                                                      | 43° 60′ N, 12° 31′ L  |
| 42                                   | Espanha                                                          | Punta de Estaca de Bares, Galiza                                                                  | 43° 47′ N, 7° 41′ O   |
| 43                                   | Mónaco                                                           | 1, avenue Varavilla, fronteira com a França                                                       | 43° 45′ N, 7° 26′ L   |
| 44                                   | Geórgia (incluindo Abecázia)                                     | Abecázia, fronteira com a Rússia                                                                  | 43° 35′ N, 40° 15′ L  |
| 45                                   | Montenegro                                                       | Mocevici, Pljevlja, fronteira com a Bósnia e Herzegovina                                          | 43° 33′ N, 18° 59′ L  |
|                                      | Kosovo                                                           | Leposavic                                                                                         | 43° 16′ N, 20° 52′ L  |
|                                      | Geórgia (sem a Abecázia)                                         | Mingrélia-Alta Suanécia, fronteira com a Rússia                                                   | 43° 15′ N, 42° 26′ L  |
| 46                                   | Quirguistão                                                      | Chuy, fronteira com o Cazaquistão                                                                 | 43° 14′ N, 74° 18′ L  |
| 47                                   | Coreia do Norte                                                  | Hamgyong do Norte, fronteira com a R.P. China                                                     | 43° 00′ N, 129° 56′ L |
| 48                                   | Turquemenistão                                                   | Dasoguz, fronteira com o Uzbequistão                                                              | 42° 47′ N, 58° 38′ L  |
| 49                                   | Albânia                                                          | Malësi e Madhe, fronteira com o Kosovo (Sérvia)                                                   | 42° 40′ N, 19° 44′ L  |
| 50                                   | Andorra                                                          | Pic d'Arial, Ordino, fronteira com a França                                                       | 42° 39′ N, 1° 33′ L   |
| 51                                   | Macedônia do Norte                                               | Região Nordeste, fronteira com a Sérvia                                                           | 42° 22′ N, 22° 18′ L  |
| 52                                   | Portugal                                                         | Cevide, Cristoval, Melgaço, distrito de Viana do Castelo                                          | 42° 09′ N, 8° 12′ O   |
| 53                                   | Turquia                                                          | Ilha Tavsan, ao largo do Cabo Ince, Sinop                                                         | 42° 06′ N, 34° 57′ L  |
| 54                                   | Vaticano                                                         | Intersecção da viale Vaticano e da via Leone IV, fronteira com a Itália                           | 41° 54′ N, 12° 27′ L  |
| 55                                   | Azerbaijão                                                       | Raion de Xaçmaz, tríplice fronteira Arménia-Azerbaijão-Rússia                                     | 41° 54′ N, 46° 25′ L  |
| 56                                   | Grécia                                                           | Petrota, Euros, fronteira com a Bulgária                                                          | 41° 45′ N, 26° 10′ L  |
| 57                                   | Armênia                                                          | Mamai, Tavuxe                                                                                     | 41° 18′ N, 45° 00′ L  |
| 58                                   | Tajiquistão                                                      | Sughd, fronteira com o Uzbequistão                                                                | 41° 02′ N, 70° 26′ L  |
| 59                                   | Irão                                                             | Tikemeh-ye-Bala, Azerbaijão Ocidental, fronteira com a Tuquia                                     | 39° 47′ N, 44° 37′ L  |
| 60                                   | Coreia do Sul                                                    | Goseong, Gangwon, fronteira com a Coreia do Norte                                                 | 38° 37′ N, 128° 22′ L |
| 61                                   | Afeganistão                                                      | Badakhchan, fronteira com o Tajiquistão                                                           | 38° 29′ N, 70° 59′ L  |
| 62                                   | Tunísia                                                          | Ilhas Galite                                                                                      | 37° 33′ N, 8° 57′ L   |
| 63                                   | Iraque                                                           | Dahuk, fronteira com a Turquia                                                                    | 37° 23′ N, 42° 48′ L  |
|                                      | Continente africano                                              | Cabo Branco, Tunísia                                                                              | 37° 21′ N, 9° 45′ L   |
| 64                                   | Síria                                                            | Al-Hasakah, fronteira com a Turquia                                                               | 37° 19′ N, 42° 13′ L  |
| 65                                   | Paquistão (incl. zonas controladas)                              | Passo de Kilik, Áreas do Norte, fronteira com a China                                             | 37° 06′ N, 74° 41′ L  |
|                                      | Índia (incl. zonas reivindicadas)                                | Passo de Kilik, administrado pelo Paquistão                                                       | 37° 06′ N, 74° 41′ L  |
| 66                                   | Argélia                                                          | Cabo Bougaroûn, Skikda                                                                            | 37° 05′ N, 7° 13′ L   |
|                                      | Paquistão (sem as zonas contestadas)                             | Áreas do Norte, fronteira com o Afeganistão                                                       | 36° 55′ N, 73° 42′ L  |
| 67                                   | Malta                                                            | Marsalforn, Żebbuġ, Gozo                                                                          | 36° 05′ N, 14° 14′ L  |
| 68                                   | Marrocos                                                         | Cabo Espartel                                                                                     | 35° 55′ N, 5° 24′ O   |
| 69                                   | Chipre (de jure) / República Turca de Chipre do Norte (de facto) | Ilhas Klidhes, ao largo do Cabo Apóstolo André, no final da Península de Karpas                   | 35° 43′ N, 34° 36′ L  |
| 70                                   | Índia (incl. zonas controladas)                                  | Perto do Glaciar de Siachen, passo do Karakoram, Jammu e Caxemira, fronteira com a China          | 35° 37′ N, 76° 47′ L  |
|                                      | Chipre (de facto                                                 | Karo Pyrgos, Nicósia                                                                              | 35° 12′ N, 32° 39′ L  |
| 71                                   | Líbano                                                           | Akkar, fronteira com a Síria                                                                      | 34° 41′ N, 36° 20′ L  |
| 72                                   | Jordânia                                                         | Tríplice fronteira Iraque-Jordânia-Síria                                                          | 33° 22′ N, 38° 48′ L  |
| 73                                   | Israel (incl. zonas controladas)                                 | Ponto 10 km a norte de Qiryat-Chemoná, na vertente sul do Monte Hermon, Colinas de Golã           | 33° 20′ N, 35° 48′ L  |
|                                      | Israel (sem as zonas contestadas)                                | Metula, fronteira com o Líbano                                                                    | 33° 17′ N, 35° 34′ L  |
|                                      | Índia (sem as zonas contestadas)                                 | Dharwas, Chamba, Himachal Pradesh                                                                 | 33° 15′ N, 76° 50′ L  |
| 74                                   | Líbia                                                            | Ras Ejder                                                                                         | 33° 09′ N, 11° 34′ L  |
| 75                                   | México                                                           | Monumento 206 perto de Los Algodones, Mexicali, Baixa Califórnia, fronteira com os Estados Unidos | 32° 43′ N, 114° 44′ O |
|                                      | Palestina                                                        | Zububa, Cisjordânia                                                                               | 32° 33′ N, 35° 13′ L  |
| 76                                   | Arábia Saudita                                                   | Tríplice fronteira Arábia Saudita-Iraque-Jordânia                                                 | 32° 09′ N, 39° 12′ L  |
| 77                                   | Egito                                                            | A norte de Sidi Barrani                                                                           | 31° 38′ N, 25° 54′ L  |
| 78                                   | Nepal                                                            | Limi, Humla, fronteira com a China                                                                | 30° 26′ N, 81° 38′ L  |
| 79                                   | Kuwait                                                           | Al Jahra, fronteira com o Iraque                                                                  | 30° 06′ N, 47° 30′ L  |
| 80                                   | Myanmar                                                          | Kachin, fronteira com a China                                                                     | 28° 33′ N, 97° 34′ L  |
| 81                                   | Butão                                                            | A norte de Lunana, Gasa, fronteira com a China                                                    | 28° 19′ N, 90° 00′ L  |
|                                      | Saara Ocidental                                                  | Fronteira com Marrocos                                                                            | 27° 40′ N, 10° 30′ O  |
| 82                                   | Mauritânia                                                       | Tríplice fronteira Argélia-Mauritânia-Saara Ocidental/Marrocos                                    | 27° 18′ N, 8° 40′ O   |
| 83                                   | Bahamas                                                          | Walker's Cay, Ilhas Ábacos                                                                        | 27° 15′ N, 78° 21′ O  |
| 84                                   | Bangladesh                                                       | Panchagarh, fronteira com a Índia                                                                 | 26° 38′ N, 88° 24′ L  |
| 85                                   | Omã                                                              | Salama, ao largo da Península de Moçandão                                                         | 26° 23′ N, 56° 23′ L  |
|                                      | Taiwan                                                           | Dongyin, Ilhas Matsu                                                                              | 26° 23′ N, 120° 29′ L |
| 86                                   | Bahrein                                                          | Ilha Muharraq                                                                                     | 26° 18′ N, 50° 39′ L  |
| 87                                   | Catar                                                            | Ash Shamal                                                                                        | 26° 11′ N, 51° 14′ L  |
| 88                                   | Emirados Árabes Unidos                                           | Ras al-Khaimah, fronteira com Omã                                                                 | 26° 05′ N, 56° 08′ L  |
| 89                                   | Mali                                                             | Fronteira com a Mauritânia                                                                        | 25° 00′ N, 5° 30′ O   |
| 90                                   | Níger                                                            | Tríplice fronteira Argélia-Líbia-Níger                                                            | 23° 31′ N, 11° 59′ L  |
| 91                                   | Chade                                                            | Tibesti, fronteira com a Líbia                                                                    | 23° 30′ N, 16° 00′ L  |
| Trópico de Câncer - 23°26'21"N       |                                                                  |                                                                                                   |                       |
| 92                                   | Vietname                                                         | Hà Giang, fronteira com a China                                                                   | 23° 23′ N, 105° 20′ L |
| 93                                   | Cuba                                                             | Cayo Cruz del Padre, Arquipélago Sabana-Camagüey                                                  | 23° 17′ N, 80° 54′ O  |
|                                      | Sudão (reivindicado)                                             | Alshalateen, Triângulo de Hala'ib                                                                 | 23° 09′ N, 35° 37′ L  |
| 94                                   | Laos                                                             | Phongsaly, fronteira com a China                                                                  | 22° 30′ N, 101° 46′ L |
| 95                                   | Sudão (excl. reivindicações)                                     | Norte de Uádi Halfa, Lago Nasser, fronteira com o Egito                                           | 22° 12′ N, 31° 28′ L  |
| 96                                   | Filipinas                                                        | Mavudis, Batanes                                                                                  | 21° 07′ N, 121° 57′ L |
| 97                                   | Tailândia                                                        | Mae Sai, fronteira com Mianmar                                                                    | 20° 28′ N, 99° 57′ L  |
| 98                                   | Haiti                                                            | Ilha da Tartaruga                                                                                 | 20° 05′ N, 72° 48′ O  |
| 99                                   | República Dominicana                                             | Cabo Isabela, Puerto Plata                                                                        | 19° 56′ N, 71° 00′ O  |
| 100                                  | Iêmen                                                            | Tríplice fronteira Arábia Saudita-Iémen-Omã                                                       | 19° 00′ N, 52° 00′ L  |
| 101                                  | Jamaica                                                          | Half Moon Bay                                                                                     | 18° 31′ N, 77° 50′ O  |
| 102                                  | Belize                                                           | Corozal, fronteira com o México                                                                   | 18° 30′ N, 88° 24′ O  |
| 103                                  | Eritreia                                                         | Ras Kasar, fronteira com o Sudão                                                                  | 18° 00′ N, 38° 34′ L  |
| 104                                  | Guatemala                                                        | fronteira com o México                                                                            | 17° 48′ N, 90° 00′ O  |
| 105                                  | Antígua e Barbuda                                                | Goat Point, Barbuda                                                                               | 17° 44′ N, 61° 51′ O  |
| 106                                  | São Cristóvão e Neves                                            | Dieppe Bay Town, Saint John Capisterre, São Cristóvão                                             | 17° 25′ N, 62° 49′ O  |
| 107                                  | Cabo Verde                                                       | Ponta do Sol, Ilha de Santo Antão                                                                 | 17° 12′ N, 25° 05′ O  |
| 108                                  | Senegal                                                          | Podor, Morfil                                                                                     | 16° 41′ N, 14° 59′ O  |
| 109                                  | Honduras                                                         | Black Rock, Guanaja                                                                               | 16° 31′ N, 85° 51′ O  |
| 110                                  | Venezuela                                                        | Ilha das Aves                                                                                     | 15° 40′ N, 63° 37′ O  |
| 111                                  | Dominica                                                         | Carib Point                                                                                       | 15° 38′ N, 61° 26′ O  |
| 112                                  | Burquina Fasso                                                   | Sahel, fronteira com o Mali                                                                       | 15° 05′ N, 0° 28′ O   |
| 113                                  | Nicarágua                                                        | Gracias a Dios, fronteira com as Honduras                                                         | 15° 01′ N, 83° 24′ O  |
| 114                                  | Etiópia                                                          | Tigré, fronteira com a Eritreia                                                                   | 14° 53′ N, 37° 54′ L  |
| 115                                  | Ilhas Marshall                                                   | Atol de Bokak                                                                                     | 14° 43′ N, 168° 55′ L |
| 116                                  | Camboja                                                          | Rotanah Kiri, Tríplice fronteira Camboja-Laos-Vietname                                            | 14° 41′ N, 107° 33′ L |
| 117                                  | El Salvador                                                      | Santa Ana, fronteira com a Guatemala                                                              | 14° 27′ N, 89° 23′ O  |
| 118                                  | Santa Lúcia                                                      | Pointe du Cap, Gros-Islet                                                                         | 14° 07′ N, 60° 57′ O  |
| 119                                  | Nigéria                                                          | Socoto, fronteira com o Níger                                                                     | 13° 54′ N, 5° 32′ L   |
| 120                                  | Gâmbia                                                           | Upper Saloum, Central River                                                                       | 13° 50′ N, 15° 05′ O  |
| 121                                  | Colômbia                                                         | Ilha Providência                                                                                  | 13° 23′ N, 81° 22′ O  |
| 122                                  | São Vicente e Granadinas                                         | Porter Point, Charlotte                                                                           | 13° 23′ N, 61° 10′ O  |
| 123                                  | Barbados                                                         | North Point, Saint Lucy                                                                           | 13° 20′ N, 59° 37′ O  |
| 124                                  | Camarões                                                         | Lago Chade                                                                                        | 13° 05′ N, 14° 05′ L  |
| 125                                  | Djibuti                                                          | Ras Doumeira                                                                                      | 12° 42′ N, 43° 08′ L  |
| 126                                  | Guiné-Bissau                                                     | fronteira com o Senegal                                                                           | 12° 41′ N, 14° 30′ O  |
| 127                                  | Guiné                                                            | fronteira com o Senegal                                                                           | 12° 40′ N, 13° 42′ O  |
| 128                                  | Granada                                                          | Gun Point, Carriacou                                                                              | 12° 32′ N, 61° 26′ O  |
| 129                                  | Benim                                                            | Karimama, Alibori, fronteira com o Burquina Fasso                                                 | 12° 25′ N, 2° 48′ L   |
| 130                                  | Somália                                                          | Caluula, Puntland                                                                                 | 11° 59′ N, 50° 47′ L  |
| 131                                  | Trinidad e Tobago                                                | Marble Island, Tobago                                                                             | 11° 21′ N, 60° 31′ O  |
| 132                                  | Costa Rica                                                       | Guanacaste, fronteira com a Nicarágua                                                             | 11° 13′ N, 85° 37′ O  |
| 133                                  | Gana                                                             | Bawku, Alto Gana Oriental, fronteira com o Burquina Fasso                                         | 11° 10′ N, 0° 16′ O   |
| 134                                  | Togo                                                             | Kpendjal, Savanas, tríplice fronteira Gana-Burquina Fasso-Togo                                    | 11° 08′ N, 0° 08′ O   |
| 135                                  | República Centro-Africana                                        | Vakaga, fronteira com o Chade                                                                     | 11° 00′ N, 22° 31′ L  |
| 136                                  | Costa do Marfim                                                  | Tengrela, Savanas, fronteira com o Mali                                                           | 10° 44′ N, 6° 15′ O   |
| 137                                  | Estados Federados da Micronésia                                  | Mogmog, Ulithi                                                                                    | 10° 05′ N, 139° 42′ L |
| 138                                  | Serra Leoa                                                       | Koinadugu, Província do Norte, fronteira com a Guiné                                              | 10° 00′ N, 11° 30′ O  |
| 139                                  | Sri Lanka                                                        | Point Pedro, Província do Norte                                                                   | 9° 49′ N, 80° 14′ L   |
| 140                                  | Panamá                                                           | Isla Grande                                                                                       | 9° 39′ N, 79° 34′ O   |
| 141                                  | Libéria                                                          | Voinjama, Lofa (condado), fronteira com a Guiné                                                   | 8° 33′ N, 9° 46′ O    |
| 142                                  | Guiana                                                           | Barima-Waini                                                                                      | 8° 32′ N, 59° 59′ O   |
| 143                                  | Palau                                                            | Ngaruangel, Kayangel                                                                              | 8° 10′ N, 134° 38′ L  |
| 144                                  | Malásia                                                          | Ilha Banggi, Sabah                                                                                | 7° 22′ N, 117° 14′ L  |
| 145                                  | Maldivas                                                         | Turakuna, Ihavandhippolhu                                                                         | 7° 06′ N, 72° 54′ L   |
| 146                                  | Suriname                                                         | Commewijne                                                                                        | 5° 60′ N, 55° 00′ O   |
| 147                                  | Indonésia                                                        | Weh, Aceh                                                                                         | 5° 54′ N, 95° 13′ L   |
|                                      | Guiana Francesa (França)                                         | Pointe Isère, Awala-Yalimapo                                                                      | 5° 46′ N, 53° 53′ O   |
| 148                                  | Quênia (de facto)                                                | Triângulo de Ilemi, fronteira com o Sudão do Sul                                                  | 5° 30′ N, 35° 19′ L   |
| 149                                  | República Democrática do Congo                                   | Rio Mbomou, Oriental, fronteira com a República Centro-Africana                                   | 5° 24′ N, 25° 32′ L   |
| 150                                  | Brasil                                                           | Monte Caburaí, Roraima, fronteira com a Guiana                                                    | 5° 16′ N, 60° 12′ O   |
| 151                                  | Brunei                                                           | Muara, Serasa                                                                                     | 5° 03′ N, 115° 04′ L  |
| 152                                  | Kiribati                                                         | Teraina, Ilhas de la Ligne                                                                        | 4° 43′ N, 160° 24′ O  |
| 153                                  | Uganda                                                           | Tríplice fronteira Quénia-Uganda-Sudão                                                            | 4° 13′ N, 34° 00′ L   |
| 154                                  | Guiné Equatorial                                                 | Punta Europa, Bioko                                                                               | 3° 47′ N, 8° 43′ L    |
| 155                                  | República do Congo                                               | Région de Likouala, fronteira com a République centrafricaine                                     | 3° 42′ N, 17° 29′ L   |
| 156                                  | Gabão                                                            | Ntem, Woleu-Ntem fronteira com os Camarões                                                        | 2° 19′ N, 11° 42′ L   |
| 157                                  | São Tomé e Príncipe                                              | Ilhéu Bombom                                                                                      | 1° 42′ N, 7° 24′ L    |
| 158                                  | Singapura                                                        | Sembawang                                                                                         | 1° 28′ N, 103° 49′ L  |
| 159                                  | Equador                                                          | Esmeraldas                                                                                        | 1° 27′ N, 78° 52′ O   |
| Equador - 0ºN                        |                                                                  |                                                                                                   |                       |
| 160                                  | Peru                                                             | Rio Putumayo, perto de Güeppi, Putumayo, Maynas, Loreto, fronteira com a Colômbia                 | 0° 02′ S, 75° 10′ O   |
| 161                                  | Nauru                                                            | Ewa, Cap Anna                                                                                     | 0° 30′ S, 166° 56′ L  |
| 162                                  | Tanzânia                                                         | Rio Kagera, a norte de Burumba, fronteira com o Uganda                                            | 1° 00′ S, 32° 30′ L   |
| 163                                  | Ruanda                                                           | Nyagatare, fronteira com o Uganda                                                                 | 1° 03′ S, 30° 27′ L   |
| 164                                  | Papua-Nova Guiné                                                 | Mussau, Arquipélago de Bismarck                                                                   | 1° 19′ S, 149° 33′ L  |
| 165                                  | Burundi                                                          | Colina Kigal, Muyinga, fronteira com o Ruanda                                                     | 2° 19′ S, 30° 24′ L   |
| 166                                  | Seicheles                                                        | Ilha Bird                                                                                         | 3° 43′ S, 55° 12′ L   |
| 167                                  | Angola                                                           | A norte de Caio Bemba, Cabinda, fronteira com a República do Congo                                | 4° 22′ S, 12° 45′ L   |
| 168                                  | Ilhas Salomão                                                    | Pelau, Ontong Java                                                                                | 5° 01′ S, 159° 19′ L  |
| 169                                  | Tuvalu                                                           | Lakena, Nanumea                                                                                   | 5° 39′ S, 176° 04′ L  |
| 170                                  | Timor-Leste                                                      | Ataúro                                                                                            | 8° 08′ S, 125° 38′ L  |
| 171                                  | Zâmbia                                                           | Lago Tanganica, tríplice fronteira República Democrática do Congo-Tanzânia-Zâmbia                 | 8° 14′ S, 30° 47′ L   |
| 172                                  | Nova Zelândia (incl. territórios)                                | Atafu, Tokelau                                                                                    | 8° 32′ S, 172° 31′ O  |
| 173                                  | Austrália                                                        | Bramble Cay, Ilhas do Estreito de Torres, Queensland                                              | 9° 09′ S, 143° 53′ L  |
| 174                                  | Malawi                                                           | Chitipa, fronteira com a Tanzânia                                                                 | 9° 22′ S, 33° 00′ L   |
| 175                                  | Bolívia                                                          | Rio Abunã, Pando, fronteira com o Brasil                                                          | 9° 40′ S, 65° 27′ O   |
| 176                                  | Ilhas Maurícias                                                  | Tappe a Terre, Agalega                                                                            | 10° 20′ S, 56° 35′ L  |
| 177                                  | Moçambique                                                       | Cabo Delgado                                                                                      | 10° 28′ S, 40° 27′ L  |
|                                      | Continente australiano                                           | Península do Cabo York, Queensland, Austrália                                                     | 10° 41′ S, 142° 32′ L |
| 178                                  | Comores                                                          | Pointe Nord, Grande Comore                                                                        | 11° 22′ S, 43° 21′ L  |
|                                      | Madagáscar (reivindicado)                                        | Ilha aux Crabes, Ilhas Gloriosas                                                                  | 11° 31′ S, 47° 23′ L  |
| 179                                  | Madagáscar (administrado)                                        | Cap d'Ambre, Antsiranana                                                                          | 11° 57′ S, 49° 15′ L  |
| 180                                  | Fiji                                                             | Uea, Rotuma                                                                                       | 12° 28′ S, 176° 59′ L |
| 181                                  | Vanuatu                                                          | Vewoag Point, Hiw, Ilhas Torres, Torba                                                            | 13° 04′ S, 166° 33′ L |
| 182                                  | Samoa                                                            | Fagamalo, Savai'i                                                                                 | 13° 26′ S, 172° 21′ O |
| 183                                  | Tonga                                                            | Niuafo'ou                                                                                         | 15° 34′ S, 175° 38′ O |
| 184                                  | Zimbabwe                                                         | Zambeze, Hurungwe, Mashonaland Oeste, fronteira com a Zâmbia                                      | 15° 36′ S, 29° 49′ L  |
| 185                                  | Namíbia                                                          | Rio Cunene, a norte de Otjivakuanda, fronteira com Angola                                         | 16° 58′ S, 13° 09′ L  |
| 186                                  | Chile                                                            | Região de Arica e Parinacota, tríplice fronteira Bolívia-Chile-Peru                               | 17° 19′ S, 69° 18′ O  |
| 187                                  | Botswana                                                         | Kasane, Noroeste, fronteira com a Namíbia                                                         | 17° 47′ S, 25° 10′ L  |
| 188                                  | Paraguai                                                         | Alto Paraguay, fronteira com a Bolívia                                                            | 19° 18′ S, 59° 59′ O  |
| 189                                  | Argentina                                                        | Jujuy, fronteira com a Bolívia                                                                    | 21° 48′ S, 66° 13′ O  |
| 190                                  | África do Sul                                                    | Limpopo, fronteira com o Zimbabwe                                                                 | 22° 08′ S, 29° 39′ L  |
| Trópico de Capricórnio - 23°26'21"S  |                                                                  |                                                                                                   |                       |
| 191                                  | Essuatíni                                                        | Hhohho, fronteira com a África do Sul                                                             | 25° 43′ S, 31° 25′ L  |
| 192                                  | Lesoto                                                           | Butha-Buthe, fronteira com a África do Sul                                                        | 28° 34′ S, 28° 39′ L  |
|                                      | Nova Zelândia (sem territórios)                                  | Ilha Raoul, Ilhas Kermadec                                                                        | 29° 16′ S, 177° 55′ O |
| 193                                  | Uruguai                                                          | Artigas, Rio Quaraí, fronteira com o Brasil                                                       | 30° 05′ S, 57° 00′ O  |
|                                      | Nova Zelândia (ilhas principais)                                 | Surville Cliffs, cabo Norte, Ilha Norte                                                           | 34° 24′ S, 173° 01′ L |
|                                      | Ilhas Antárticas                                                 | Ilhéus ao largo da Ilha Coroação, Ilhas Órcades do Sul                                            | 60° 31′ S, 45° 42′ O  |
|                                      | Antártida                                                        | Prime Head, Baía Esperança, Península Antártica                                                   | 63° 13′ S, 57° 19′ O  |
| Círculo Polar Antártico - 66°33'39"S |                                                                  |                                                                                                   |                       |